# Bralová
Bralová je přírodní památka u Střílek v okrese Kroměříž. Důvodem ochrany je lokalita hadího mordu nachového (Scorzonera purpurea).

## Galerie

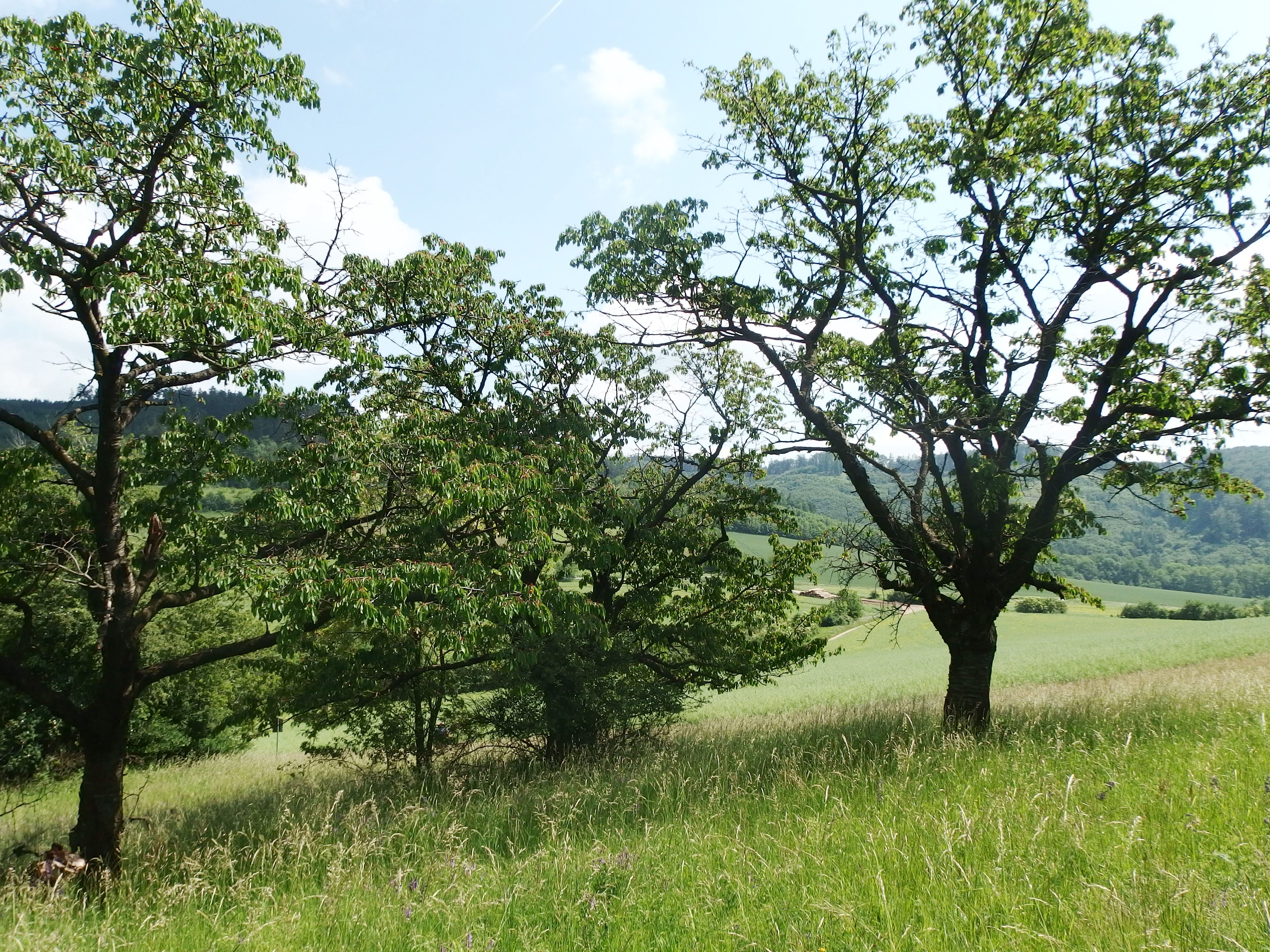
Zbytek ovocného sadu
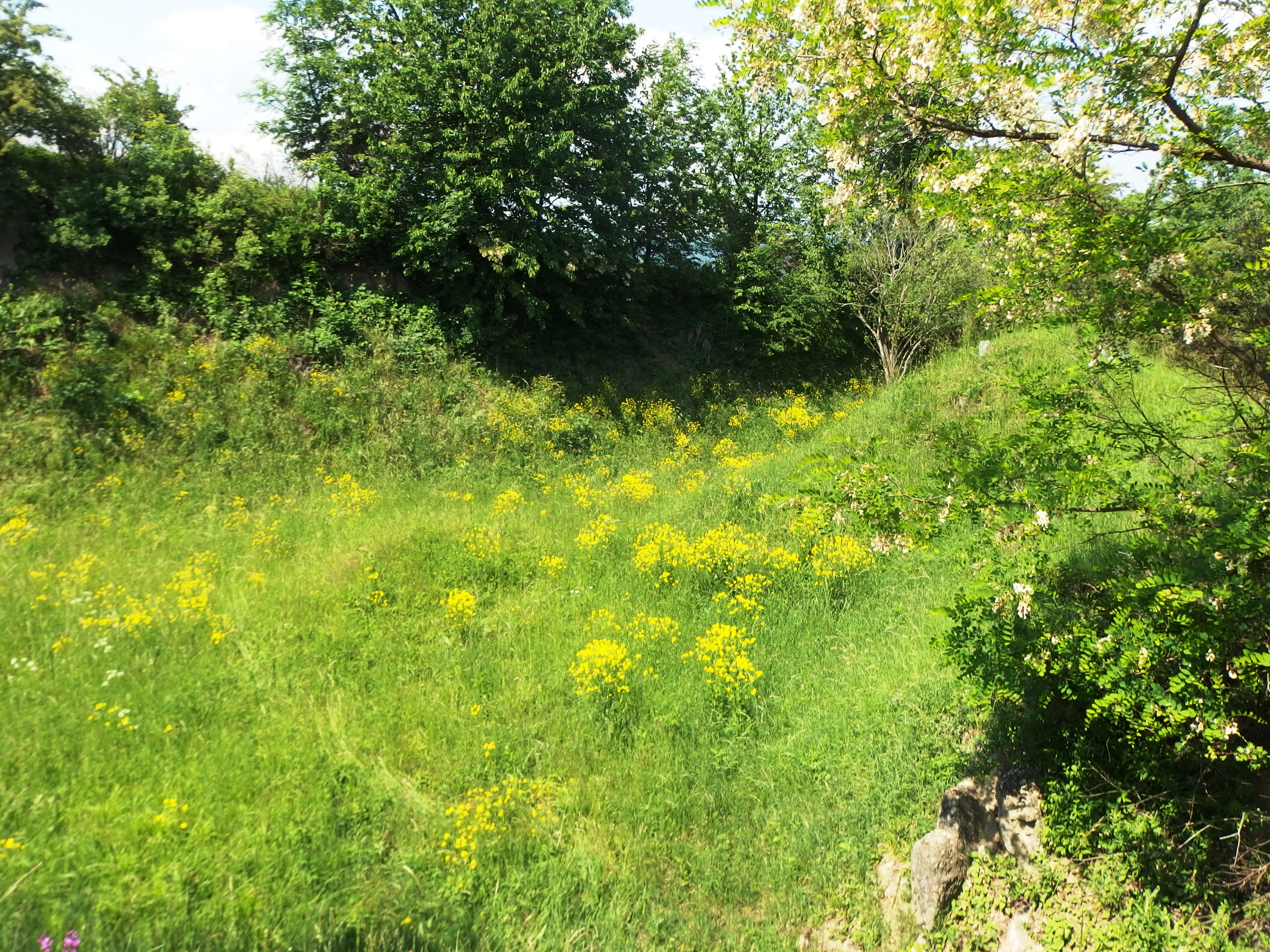
Bývalý pískovcový lom s porostem rukevníku východního
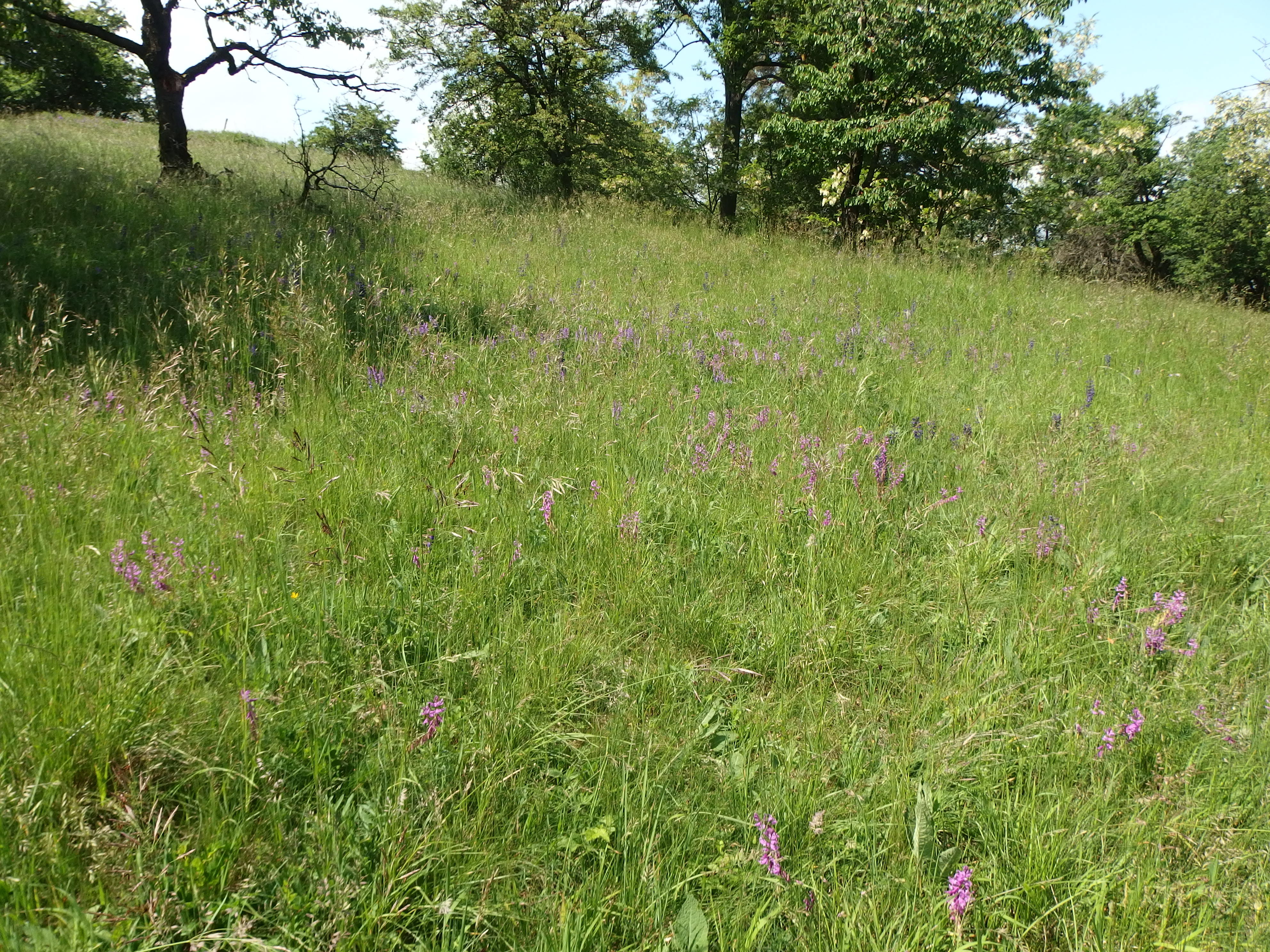
Rozkvetlá louka v květnu
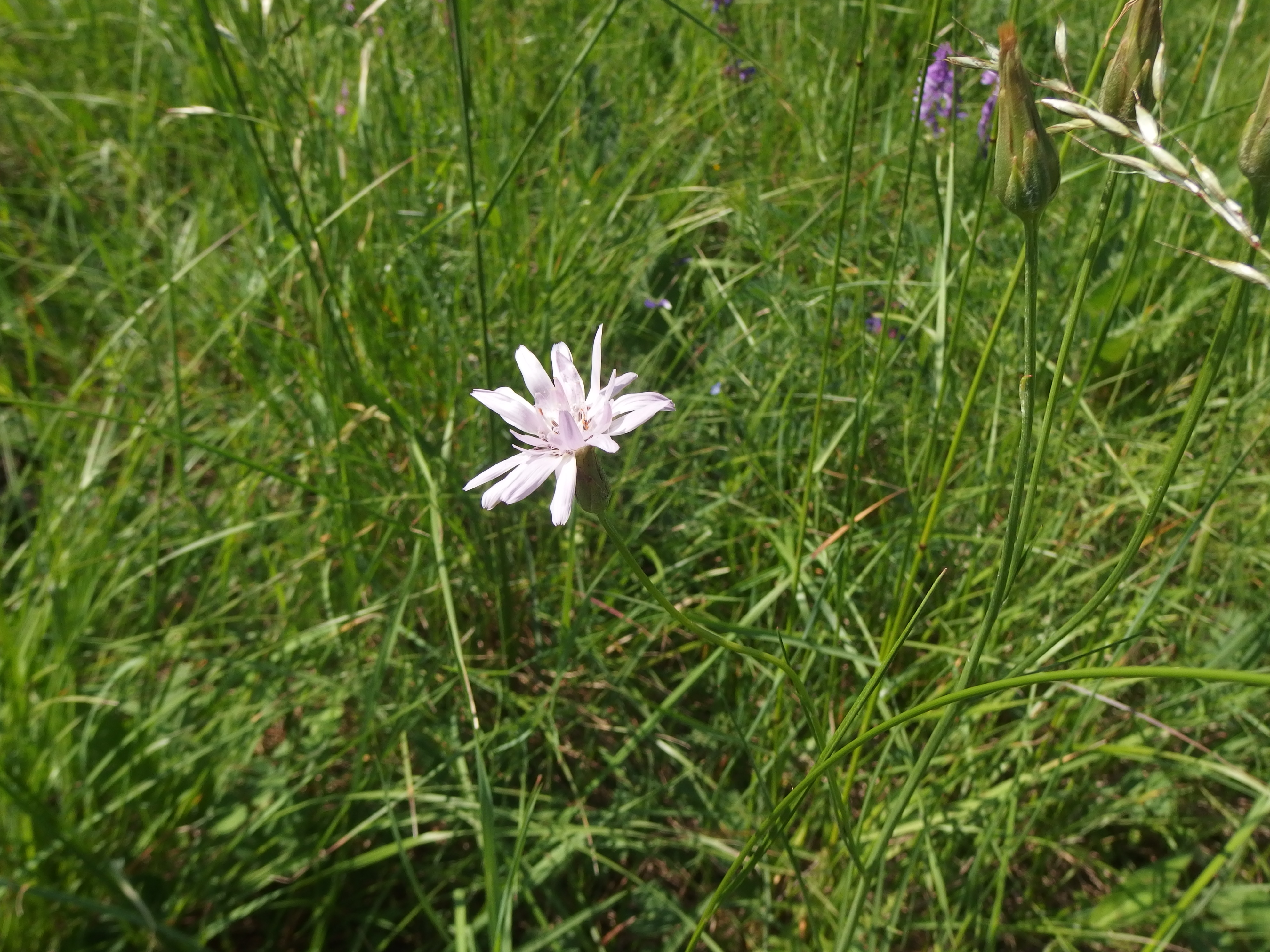
Předmět ochrany, hadí mord nachový
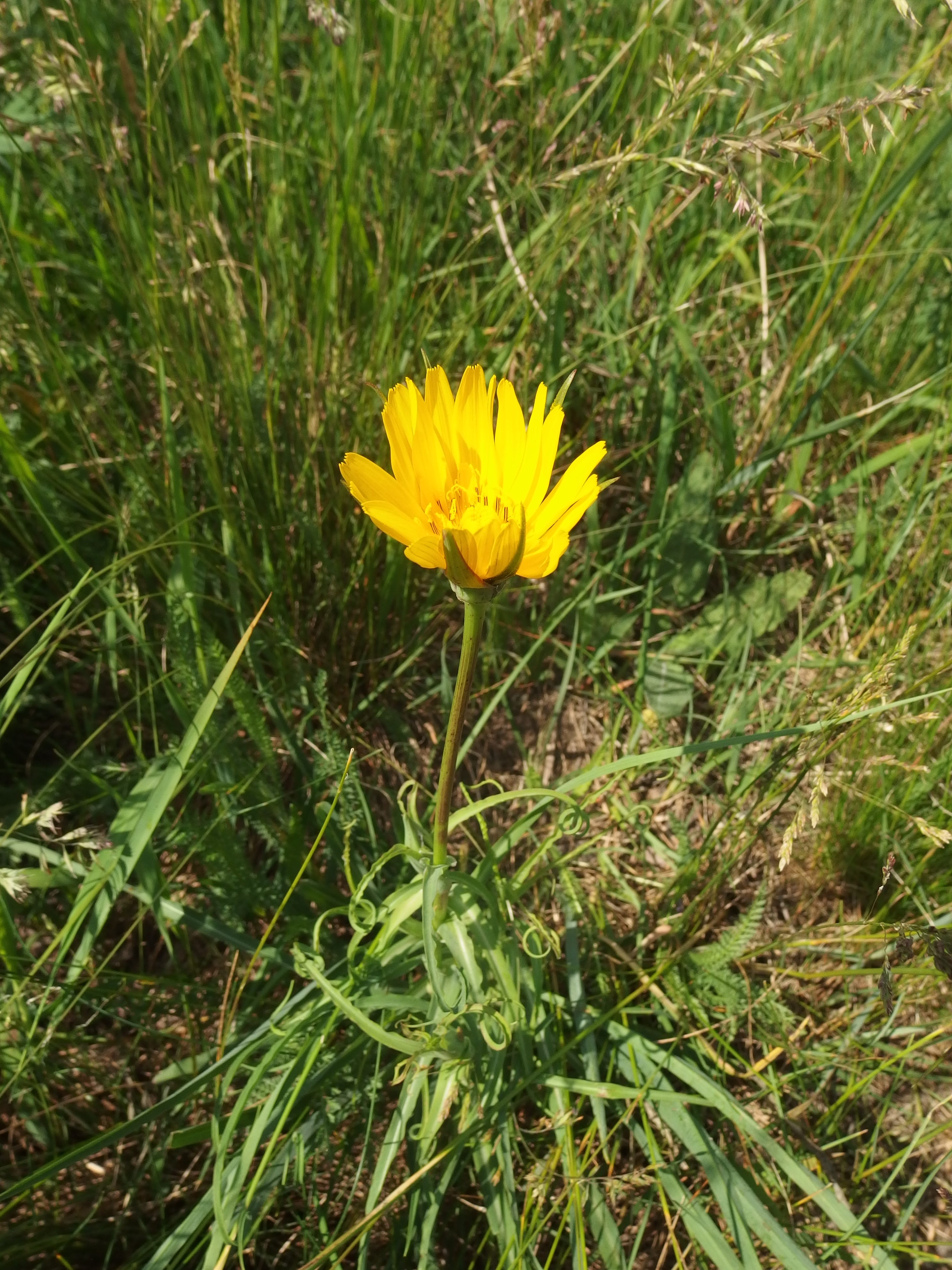
Hadí mord nízký
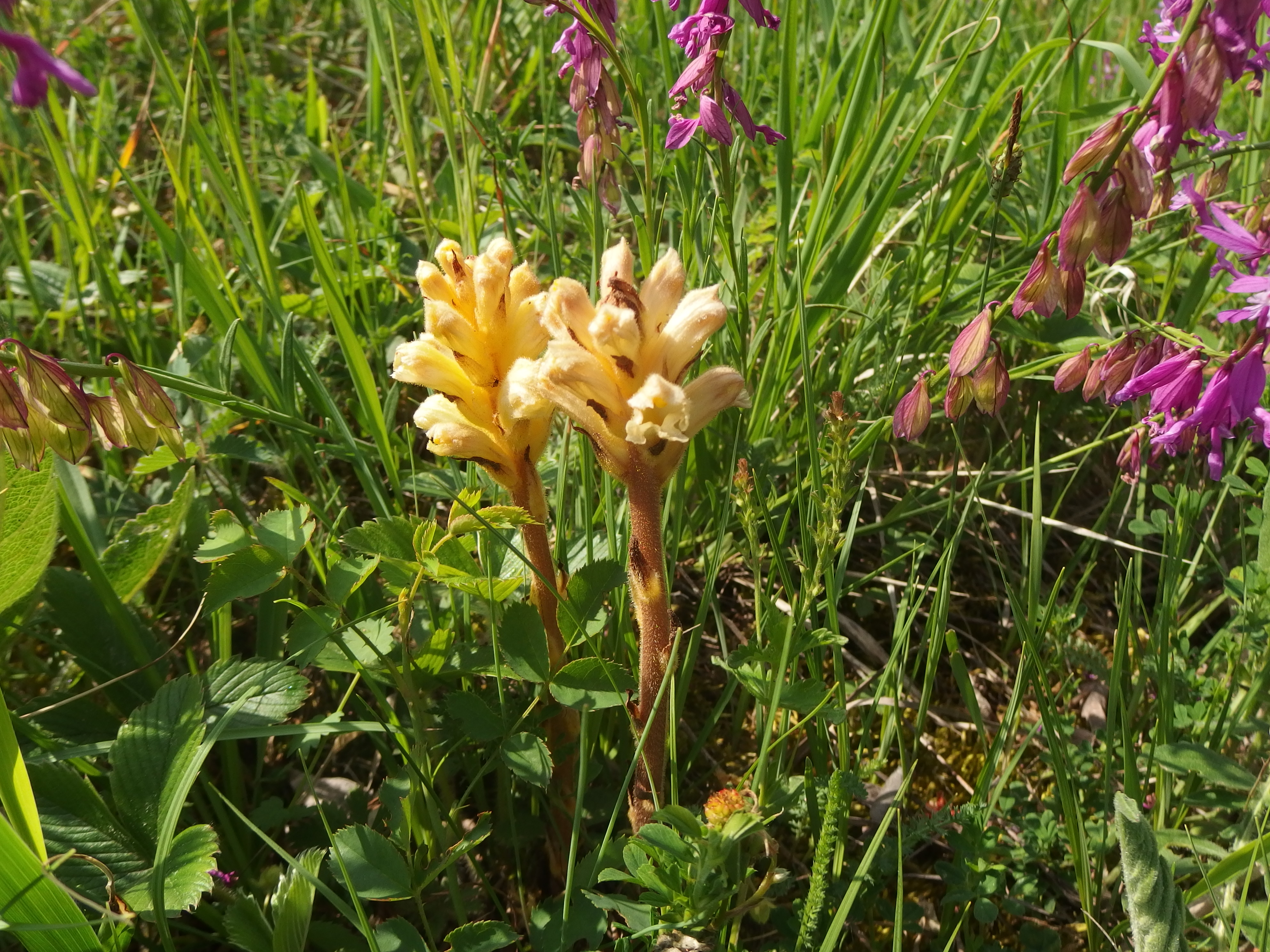
Zárazy